# مولود، جیبوتی
مولود، جیبوتی  یک شهرک در جیبوتی است که در منطقه دخیل واقع شده‌است.

## خصوصیات
مولود  ۴۶۰ نفر جمعیت دارد و ۵۸۹ متر بالاتر از سطح دریا واقع شده‌است.